# 慧厳
慧厳（えごん）は、中国の南北朝時代に活躍した僧。姓は范氏。豫州の人。

## 生涯
16歳で出家し、その風評はすこぶるよいもので、「仏理を精錬し学群籍に洞（あきら）かにす」といわれ、四方に遠く聞こえたという。
向学に燃えた慧厳は、後に亀茲国の名僧、鳩摩羅什が関中（長安）に入ったのを聞き、他の学僧と同じく、その門を訊ね師事した。やがて建康に還り、東安寺を本拠として活躍した。
宋の高祖（武帝）は、慧厳の卓越した資質を重んじ、長安を討伐した折にも慧厳に同行するよう要請したが、「檀越（だんおつ、武帝）の此の行いが、罪を伐ち民を弔うといえども、貧道は事外の人、あえて命を聞かず」と述べて拒否した。このように気概が堅固な慧厳であったが、帝はますます重んじて幾度も丁寧に招請し、ついに従わせたという。以後、宋の皇帝との関係は密接にして、後代の文帝は「いまだ甚だ崇信せず」との状況から一転し、仏の教えを取り継ぐべく、「情好尤も密なり。見（まみ）える度に弘讃して仏法を問う」と、時の為政者として熱心に教化せんとした。
宋主（文帝）をして「懐に痛棹す」と詔されて、元嘉20年（443年）に春秋81歳で東安寺で卒した。
彼の偉業の一つに、法顕本と北本の2つあった大般涅槃経を、慧観及び謝霊運と共に協力して統合訂正し南本の涅槃経を完成したことが挙げられるが、その業績において次のようなエピソードが『梁高僧伝』第7巻に伝えられている。
ある日、彼の夢で、一人の形状極偉なる（極めて偉大なる人物）が現れ、声を厲（はげ）まし「涅槃の尊経、何を以てか軽く（軽々しく）斟酌（しんしゃく）を加う」と叱咤された。慧厳は覚め已（おわ）りて、僧を集めて、それまでに修治した経本を回収した。時に周囲の僧らもみな口を揃えて「これは後世の人にまで誡厲（かいれい）せんと示された不思議に違いない。もし応じなければ、必ずや再び夢に見るであろう」と語り合い、慧厳も然りとし、改めて涅槃経両本についての研鑚をさらに深め、真摯に校訂し改修編纂した。しかるに先の神人が夢枕に立ち、「君は涅槃の尊経を弘（ひろ）める力をもって必ず当（まさ）に仏を見るべきなり」と告げられたという。
北本涅槃経（曇無讖訳出）は文意の精厳なるに優れているとされ、それまでの学僧は多く北本を重んじて用い、彼らの統治した南本が非難されていたとも伝えられ、先の挿話はそれを表しているといわれる。しかして南本が世に出でてからは重んぜられるようになった。
慧厳の著述としては、「無生滅論」、「老子略注」などがある。また羅什門下において龍樹の教説、中観論を学び、道生と共に「五分律」として出だした。なお、道生とは涅槃教理の解釈に相違点が起こり後に対立している。